# Вітторіо Сарделлі
Вітторіо Сарделлі (італ. Vittorio Sardelli, 10 червня 1918, Борго-Валь-ді-Таро — 7 жовтня 2000, Рекко) — італійський футболіст, що грав на позиції захисника, зокрема за «Дженоа» і національну збірну Італії.

## Клубна кар'єра
У дорослому футболі дебютував 1937 року виступами за команду «Ампелеа», в якій провів один сезон, взявши участь у 25 матчах чемпіонату. 
Наступного року перейшов до лав «Дженова 1893». Захищав кольори цього клубу до 1951 року (у повоєнний час клуб повернув свою оригінальну назву «Дженоа»), провівша за ці роки понад 200 матчів в італійській першості, після чого завершив ігрову кар'єру.

## Виступи за збірну
Восени 1939 року провів свій єдиний офіційний матч у складі національної збірної Італії.
Помер 7 жовтня 2000 року на 83-му році життя у місті Рекко.
| Дата       | Місто  | Господарі | Результат | Гості  | Турнір           | Голи | Примітки |
| ---------- | ------ | --------- | --------- | ------ | ---------------- | ---- | -------- |
| 26-11-1939 | Берлін | Німеччина | 5 – 2     | Італія | товариський матч | -    |          |
| Усього     |        | Матчів    | 1         |        | Голів            | 0    |          |